# 哥谭奖
哥譚獎（英語：Gotham Awards），為美國的電影獎，1991年由獨立電影製作人計畫（Independent Filmmaker Project）創辦，該組織於2021年更名為哥譚電影與媒體學院。

## 概要
入圍和獲得哥譚獎的電影作品多為独立製片电影公司和独立电影人所制作，非好莱坞商业性质电影，甚至是与好莱坞对立的，其所着重的是电影本身的艺术创作。作為美國獨立電影界的重要獎項，意在鼓勵未在主流院線大規模上映的獨立電影以及新銳導演處女作。近年頒獎典禮出席者增多，逐漸受到電影圈的重視。

## 另見
- 電影獎列表

## 外部連結
- 哥譚獎官網（页面存档备份，存于）
- 哥谭奖 的互联网电影数据库页面